# Visual IRC
Visual IRC (w skrócie ViRC) to opensourcowy klient sieci IRC przeznaczony dla systemu operacyjnego Windows. W odróżnieniu od wielu innych programów tego typu, niemal wszystkie funkcje w ViRC są dostępne dzięki wykorzystaniu skryptów. Dzięki temu możliwości programu mogą być zmieniane i rozszerzane bez potrzeby edycji kodu źródłowego. Pierwsza wersja ViRC (16-bitowa) ukazała się w roku 1995. Działała pod kontrolą systemu Windows 3.x i została napisana przez MeGALiTHa.